# Trofeo Su Majestad el Rey
El Trofeo Su Majestad el Rey es una competición anual de vela para embarcaciones de la clase internacional snipe que se disputa en la ciudad española de Málaga desde 1943, organizada por el Real Club Mediterráneo.
Se trata de una de las competiciones náuticas, junto con la Copa Gallo y el Campeonato de España de la clase snipe, más antiguas que se celebran en España.

## Historia
Denominada en un principio Regata de invierno, S.M. el Rey Juan Carlos I aceptó el 9 de enero de 1976 que el Trofeo pasase a ostentar su título actual.
El trofeo se otorga al patrón ganador, que se lo adjudica en propiedad si vence en tres ediciones consecutivas o en cinco alternas desde la última adjudicación del trofeo. Solo cuatro patrones lo tienen en propiedad: Félix Gancedo, Carlos Llamas, Pablo Fresneda y José María Guerrero.
Por su parte, el tripulante vencedor obtiene, desde el año 2000, el Memorial Martín Wizner, en memoria de Martín Wizner Perales, que también se adjudica en propiedad el tripulante que lo gane tres años seguidos o cinco alternos desde su última adjudicación. Solo se ha entregado en propiedad una vez, a Alejandro Fresneda.

### Palmarés
| Año  | Snipe                  | Patrón y Tripulante                                     | Flota                                         |
| 1943 | CANAMA                 | Rafael Lacerda y Sra.                                   | Real Club de Regatas de Cartagena             |
| 1944 | SIMBAD                 | Luis Vial y Ramón Alcaraz                               | Real Club de Regatas de Cartagena             |
| 1945 | SIMBAD                 | Luis Vial y Ramón Alcaraz                               | Real Club de Regatas de Cartagena             |
| 1946 | CHAYCA                 | Celestino Ramos y Salvador Cerda                        | Base de Hidros de Pollensa                    |
| 1947 | ULISES                 | Francisco Moya y Miguel Montserrat                      | Comandancia General de Baleares               |
| 1948 | CUQUIYO II             | Antonio Pérez y Juan Costa Marín                        | Comandancia General de Baleares               |
| 1949 | CASTOR                 | Gabriel Más y José Reverte                              | Comandancia General de Baleares               |
| 1950 | CASTOR                 | Gabriel Más y José Reverte                              | Comandancia General de Baleares               |
| 1951 | BINISERMENYA           | Pelegrín Rita y José Alonso                             | Estación Naval de Mahón                       |
| 1952 | BINISERMENYA           | Pelegrín Rita y José Alonso                             | Estación Naval de Mahón                       |
| 1953 | BINAGAUS               | Rafael Iturrioz y Bernardo Vidal                        | Estación Naval de Mahón                       |
| 1954 | ESPERANZA              | Carlos Gómez Raggio y Rogelio Malaussena                | Real Club Mediterráneo                        |
| 1955 | ESPERANZA              | Carlos Gómez Raggio y Rogelio Malaussena                | Real Club Mediterráneo                        |
| 1956 | ESPERANZA              | Carlos Gómez Raggio y Rogelio Malaussena                | Real Club Mediterráneo                        |
| 1957 | CANUTO VIII            | Gonzalo Fernández de Córdoba y Luis Triay               | Real Club Mediterráneo                        |
| 1958 | CANUTO VIII            | Gonzalo Fernández de Córdoba y Luis Triay               | Real Club Mediterráneo                        |
| 1959 | LEO                    | Gabriel Más y José López                                | Comandancia General de Baleares               |
| 1960 | ESPERANZA              | Carlos Gómez Raggio y Manuel Pico                       | Real Club Mediterráneo                        |
| 1961 | ROCIO II               | Pedro Casado Bolín y Félix Ruiz de Portal               | Real Club Mediterráneo                        |
| 1962 | CANUTO XII             | Gonzalo Fernández de Córdobay Luis Triay                | Real Club Náutico de Madrid                   |
| 1963 | CANUTO XIV             | Gonzalo Fernández de Córdoba y Luis Triay               | Real Club Náutico de Madrid                   |
| 1964 | ROCIO III              | Pedro Casado Bolín y Miguel Parra                       | Real Club Mediterráneo                        |
| 1965 | LA QUILLE II           | Pedro Arribere Foropón y Félix Ruiz del Portal          | Real Club Mediterráneo                        |
| 1966 | GUNICULA               | Félix Gancedo y Antonio Burgos                          | Real Club Mediterráneo                        |
| 1967 | GRAN NUMA              | Félix Gancedo y Antonio Burgos                          | Real Club Mediterráneo                        |
| 1968 | LA QUILLE II           | Pedro Arribere Foropón y Antonio Burgos                 | Real Club Mediterráneo                        |
| 1969 | ROCIO VIII             | Pedro Casado Bolín y Antonio Rodríguez                  | Real Club Mediterráneo                        |
| 1970 | GRAN NUMA              | Félix Gancedo y Antonio Burgos                          | Real Club Mediterráneo                        |
| 1971 | GRAN NUMA              | Félix Gancedo y Pedro Casado Bolín                      | Real Club Mediterráneo                        |
| 1972 | KATANKANTAS            | Humberto Costas y José Bellés                           | Club de Vela de Blanes                        |
| 1973 | GRAN NUMA              | Félix Gancedo y Rafael Parga                            | Real Club Mediterráneo                        |
| 1974 | GRAN NUMA              | Félix Gancedo y Rafael Parga                            | Real Club Mediterráneo                        |
| 1975 | GRAN NUMA              | Félix Gancedo y Manuel Bernal                           | Real Club Mediterráneo                        |
| 1976 | GRAN NUMA              | Félix Gancedo y Manuel Bernal                           | Real Club Mediterráneo                        |
| 1977 | GRAN NUMA              | Félix Gancedo y Manuel Bernal                           | Real Club Mediterráneo                        |
| 1978 | GRAN NUMA              | Félix Gancedo y Carlos Llamas                           | Real Club Mediterráneo                        |
| 1979 | GRAN NUMA              | Félix Gancedo y Carlos Llamas                           | Real Club Mediterráneo                        |
| 1980 | GRAN NUMA              | Félix Gancedo y Carlos Llamas                           | Real Club Mediterráneo                        |
| 1981 | GRAN NUMA              | Félix Gancedo y Carlos Llamas                           | Real Club Mediterráneo                        |
| 1982 | GRAN NUMA              | Félix Gancedo y Carlos Llamas                           | Real Club Mediterráneo                        |
| 1983 | TULYAR                 | Jorge Haenelt y Laureano Wizner                         | Real Club Mediterráneo                        |
| 1984 | GRAN NUMA              | Félix Gancedo y Manuel Martínez Castro                  | Real Club Mediterráneo                        |
| 1985 | TULYAR                 | Jorge Haenelt y Laureano Wizner                         | Real Club Mediterráneo                        |
| 1986 | TULYAR                 | Jorge Haenelt y Laureano Wizner                         | Real Club Mediterráneo                        |
| 1987 | TETIS                  | Fernando Rita y Antonio Andreu                          | Club Marítimo de Mahón                        |
| 1988 | PROTO                  | Laureano Wizner y Carlos Llamas                         | Real Club Mediterráneo                        |
| 1989 | TULYAR                 | Jorge Haenelt y Martín Wizner                           | Real Club Mediterráneo                        |
| 1990 | PORTUGAL               | Gonzalo Guerra y Tiago Guerra                           | Sport Club do Porto                           |
| 1991 | MARKAB                 | Roberto Bermúdez de Castro y Carlos Bermúdez de Castro  | Real Club Náutico de La Coruña                |
| 1992 | ARGEN                  | Axel Rodger y Sergio Lucena                             | Club Universitario de Buenos Aires            |
| 1993 | PROTO                  | Carlos Llamas Saavedra y César Travado Rosado           | Real Club Mediterráneo                        |
| 1994 | PROTO                  | Carlos Llamas Saavedra y César Travado Rosado           | Real Club Mediterráneo                        |
| 1995 | PROTO                  | Carlos Llamas Saavedra y César Travado Rosado           | Real Club Mediterráneo                        |
| 1996 | DEVAN DEVAN            | Damián Borrás y Javier Magro                            | Club Marítimo de Mahón                        |
| 1997 | PROTO                  | Carlos Llamas Saavedra y Javier Gutiérrez               | Real Club Mediterráneo                        |
| 1998 | PROTO                  | Carlos Llamas Saavedra y César Travado Rosado           | Real Club Mediterráneo                        |
| 1999 |                        | Francisco Sánchez Ferrer y Manuel Ros                   | Real Club de Regatas de Santiago de la Ribera |
| 2000 |                        | Raúl Valenzuela y Ricardo Martínez                      | Club de Mar de Almería                        |
| 2001 | FRESNEDATOR            | Pablo Fresneda Arqueros y Alejandro Fresneda Arqueros   | Club de Mar de Almería                        |
| 2002 | FRESNEDATOR            | Pablo Fresneda Arqueros y Alejandro Fresneda Arqueros   | Club de Mar de Almería                        |
| 2003 | AL-ANDALUS             | Oliver Góngora y Alejandro Fresneda                     | Real Club Mediterráneo                        |
| 2004 |                        | Juan Castañeda y Rafael Benítez                         | Flota de Cádiz                                |
| 2005 | CUELEBRE               | Alberto Prados y Patricia Citoler                       | Real Club Náutico de Madrid                   |
| 2006 | FRESNEDATOR            | Pablo Fresneda Arqueros y César Travado Rosado          | Real Club Náutico de Roquetas de Mar          |
| 2007 | FRESNEDATOR            | Pablo Fresneda Arqueros y César Travado Rosado          | Real Club Náutico de Roquetas de Mar          |
| 2008 | MOVISTARCENTRE FINANCE | Francisco Sánchez Ferrer y Marina Sánchez Ferrer        | Real Club de Regatas de Santiago de la Ribera |
| 2009 | ADRAMOVIL              | Alberto Parrón y Ángel Parrón                           | Real Club Náutico de Adra                     |
| 2010 | FRESNEDATOR VI         | Pablo Fresneda Arqueros y María García                  | Club de Mar de Almería                        |
| 2011 | AGLA                   | Álvaro Martínez Iribarne y Gabriel Utrera               | Real Club Mediterráneo                        |
| 2012 | FRESNEDATOR            | Alejandro Fresneda Arqueros y Eliezer Fernández         | Club de Mar de Almería                        |
| 2013 | ADRAMOVIL IV           | Alberto Parrón y Ángel Parrón                           | Real Club Náutico de Adra                     |
| 2014 | APUY                   | José María Guerrero Macías y Pablo Martínez             | Real Club Mediterráneo                        |
| 2015 | APUY                   | José María Guerrero Macías y Pablo Martínez             | Real Club Mediterráneo                        |
| 2016 | AGLA                   | Álvaro Martínez Iribarne y Gabriel Utrera               | Real Club Mediterráneo                        |
| 2017 | PRINCESA YAIZA         | Rayco Tabares y Gonzalo Morales                         | Real Club Náutico de Arrecife                 |
| 2018 | APUY                   | José María Guerrero Macías y Andrés del Riego           | Real Club Náutico de Motril                   |
| 2019 | FERTISAC SL            | José María Guerrero Macías e Ignacio Cano Rodríguez     | Real Club Náutico de Motril                   |
| 2020 | MACHÚ                  | Marta Hernández de la Higuera y Julia Marfil Daza       | Club de Mar de Almería                        |
| 2021 | PARALELO II            | Rafael Díaz Soria y Rocío Fernández Jordán              | Real Club Mediterráneo                        |
| 2022 | KIPING ENERGY          | Martín Bermúdez de la Puente Gallego y Ángela Pumariega | Real Club Náutico de Madrid                   |
| 2023 | FRESNEDATOR II         | Pablo Fresneda Arqueros y Bárbara Brotons Sola          | Club de Mar de Almería                        |
| 2024 | BETANCURIA             | Leonardo Armas Lasso y Miguel Bethencourt Fuentes       | Real Club Náutico de Arrecife                 |
| 2025 |                        | José María Guerrero Macías y Nahuel Rodríguez Pérez     | Real Club Náutico de Motril                   |